# Viersat
Versat là một xã thuộc tỉnh Creuse trong vùng Nouvelle-Aquitaine miền trung nước Pháp.

## Dân số
| 1962                                                    | 1968 | 1975 | 1982 | 1990 | 1999 | 2006 |
| ------------------------------------------------------- | ---- | ---- | ---- | ---- | ---- | ---- |
| 446                                                     | 464  | 396  | 343  | 378  | 348  | 342  |
| Census count starting from 1962 Dân số không tính trùng |      |      |      |      |      |      |